# Tipula gladiator
Tipula gladiator är en tvåvingeart som beskrevs av Alexander 1914. Tipula gladiator ingår i släktet Tipula och familjen storharkrankar. Inga underarter finns listade i Catalogue of Life.